# Machaerina ekmanii
Machaerina ekmanii là loài thực vật có hoa trong họ Cói. Loài này được (Kük.) T.Koyama mô tả khoa học đầu tiên năm 1956.